# Badar al-Maimani
Badar Mubarak Saleh al-Maimani, ar. بدر مبارك صالح الميمني (ur. 16 lipca 1984) – omański piłkarz, grający na pozycji pomocnika, trener piłkarski.

## Kariera klubowa
W 2003 rozpoczął karierę piłkarską w Muscat Club. Potem występował w klubach Al-Riyadh SC, Al Ahli Ad-Dauha, Al-Sailiya i Ettifaq FC. W latach 2003–2013 bronił barw narodowej reprezentacji Omanu. Wiele razy wracał do Muscat Club. W 2014 zakończył karierę w Fanja SC.

## Kariera trenerska
Po zakończeniu kariery zawodnika rozpoczął prace szkoleniową. Od 2014 pomagał trenować Fanja SC.